# العلاقات بين آيسلندا والاتحاد الأوروبي
دُمجت آيسلندا في الاتحاد الأوروبي من خلال المنطقة الاقتصادية الأوروبية واتفاقية شينجن، على الرغم من وضعها كدولة غير عضو في الاتحاد الأوروبي. تقدمت آيسلندا بطلب للحصول على العضوية في عام 2009 ولكنه كان مثيرًا للجدل، فجمدته الحكومة الآيسلندية في وقت لاحق.

## العضوية في الاتحاد الأوروبي
تقدمت آيسلندا بطلب للانضمام إلى الاتحاد الأوروبي في 16 يوليو من عام 2009 وبدأت المفاوضات الرسمية في 27 يوليو من عام 2010. ومع ذلك، حلّت حكومة آيسلندا فريق عملها الخاص بقضية العضوية وعلقت طلبها المتعلق بالانضمام إلى الاتحاد الأوروبي في 13 سبتمبر من عام 2013، وصرح وزير خارجية آيسلندا جونار براغي سفينسون في 12 مارس من عام 2015 أنه أرسل خطابًا إلى الاتحاد الأوروبي يسحب فيه طلب العضوية دون موافقة الألثينغي، على الرغم من أن الاتحاد الأوروبي ذكر أن آيسلندا لم تسحب الطلب رسميًا.
كانت آيسلندا معرضة لمواجهة مساءلات أخلاقية بشأن مصايد الأسماك والتي من المحتمل أن تعرقل طلبها في حال استؤنفت المفاوضات، على الرغم من كونها بالفعل عضوًا في المنطقة الاقتصادية الأوروبية (والتي تمنع استعمال مصايد الأسماك). وفي حال الموافقة على الطلب، فإن معاهدة الانضمام ستخضع لاستفتاء وطني في آيسلندا وستتطلب تصديق كل دولة من دول الاتحاد الأوروبي.

### الرأي قبل عام 2008
عارض الائتلاف الحكومي لحزب الاستقلال المحافظ والحزب التقدمي الليبرالي الانضمام إلى الاتحاد الأوروبي بين عامي 1995 و2007، بينما دعم التحالف الديمقراطي الاجتماعي المعارض مفاوضات العضوية. أصبح الحزب الديمقراطي الاجتماعي أول حزب سياسي آيسلندي يبين نيته للانضمام إلى الاتحاد الأوروبي في بيان سياسته لعام 1994. اضطر حزب الاستقلال لقبول بعض القيود المرتبطة بالمشاركة في المشروع الأوروبي على الرغم من معارضته لعضوية الاتحاد الأوروبي. سعت آيسلندا للاستفادة من وجودها في المنطقة الاقتصادية الأوروبية والرابطة الأوروبية للتجارة الحرة وشينجن، لأن عدم العضوية في المنطقة الاقتصادية الأوروبية والرابطة الأوروبية للتجارة الحرة كان سيهدد مصالحها الاقتصادية الرئيسية، كما أن عدم عضويتها في شينجن سيفرض أعباء على الشعب الآيسلندي.
توقع رئيس الوزراء السابق هالدور أسغريمسون في 8 فبراير من عام 2006 انضمام الدولة إلى الاتحاد الأوروبي بحلول عام 2015، وأضاف أن العامل الحاسم سيكون مستقبل وحجم منطقة اليورو، خاصة في حال تبني الدنمارك والسويد والمملكة المتحدة لليورو. لاقت تنبؤاته بعض الانتقادات، معظمها من أشخاص داخل حكومته.
أعلن رئيس وزراء سابق آخر، جير هلمار هآرده، عن معارضته لعضوية الاتحاد الأوروبي في عدد من المناسبات، أثناء شغله لمنصب وزير الخارجية في عهد هالدور أسغريمسون وبعد توليه منصب رئيس الوزراء. قال هآرده ردًا على تنبؤات هالدور أسغريمسون السابقة: «أنا لا أشاطره وجهة نظره، حيث أن سياستنا هي عدم الانضمام في المستقبل المنظور، كما أننا لا نبحث حتى فكرة الحصول على العضوية». كرر جير هآرده ما قاله في عدد من المناسبات، كالخطاب الذي ألقاه في مؤتمر في جامعة آيسلندا في 31 مارس من عام 2006: «لا توجد مصالح آيسلندية خاصة تطالب بالعضوية في الاتحاد الأوروبي»، وأوضح في نفس الخطاب بالتفصيل لماذا لن يكون من مصلحة آيسلندا تبني اليورو.
شكل حزب الاستقلال والتحالف الديمقراطي الاجتماعي ائتلافًا جديدًا متبنيًا سياسة عدم التقدم للعضوية بعد انتخابات عام 2007، ولكنه شكل لجنةً خاصةً لمراقبة التطور داخل الاتحاد الأوروبي واقتراح طرق للرد على ذلك.
بحثت الحكومة إمكانية تبني اليورو دون الانضمام إلى الاتحاد الأوروبي نظرًا إلى محدودية عملة آيسلندا.[بحاجة لتوضيح] ومع ذلك، يقول الاتحاد الأوروبي إن آيسلندا لا يمكنها الانضمام إلى الوحدة الاقتصادية والنقدية للاتحاد الأوروبي (EMU) دون أن تصبح دولة عضوًا بشكل كامل في الاتحاد الأوروبي (جميع الدول الأخرى غير الأعضاء في الاتحاد الأوروبي التي تستخدم اليورو تفعل ذلك لأنها استخدمت سابقًا عملة دولة أصبحت عضوًا وتبنت اليورو لاحقًا).

### تأثير الأزمة المالية لعام 2008
صرح جير هآرده في اجتماع لأعضاء حزبه في 17 مايو من عام 2008 أن عواقب الانضمام إلى الاتحاد الأوروبي برأيه تفوق فوائده، وبالتالي فهو لا يؤيد العضوية. ومع ذلك، طالبت النقابات بأن تتقدم آيسلندا لعضوية الاتحاد الأوروبي مقابل تقييد الأجور أثناء المحادثات لإعادة جزء من صناديق التقاعد الأجنبية المستثمرة في آيسلندا في أكتوبر 2008، بعد تضرر آيسلندا بشكل خاص من الأزمة المالية التي نشأت في سبتمبر من ذلك العام.
صرحت وزيرة التعليم، ثورغيرغر كاترين غونارسدوتير في 30 أكتوبر من عام 2008 «يتعين على آيسلندا تحديد مصالحها الوطنية طويلة الأجل وتُعتبر مراجعة نظام العملة جزءًا من ذلك، بما فيه طلب الاتحاد الأوروبي المحتمل» كما وضحت أن طلب العضوية يجب أن يُناقش «في غضون أسابيع وليس شهور».
أعلن حزب الاستقلال بعد أسبوعين من ذلك، وتحديدًا في 17 نوفمبر 2008 عن عقد مؤتمره الحزبي في يناير 2009 بدلًا من خريف 2009، من أجل إعادة النظر في إمكانية التقدم بطلب للحصول على عضوية الاتحاد الأوروبي. كما أعلن الحزب التقدمي عن عقد مؤتمره في يناير، بعد استقالة نائبين مناهضين للانضمام إلى الاتحاد الأوروبي (بما في ذلك رئيس الحزب) واستبدالهما بنواب يدعمون الانضمام.
وافق الحزب التقدمي في مؤتمره على دعم طلب عضوية الاتحاد الأوروبي ولكن بشروط صارمة للغاية، بما في ذلك المطالبة بسلطة كاملة لآيسلندا على مناطق الصيد وغيرها من الموارد الوطنية، وقرر الحزب تأجيل مؤتمره حتى مارس بعد حل الحكومة التي يرأسها حزب الاستقلال في يناير. قرر الكونغرس في النهاية معارضة الانضمام إلى الاتحاد الأوروبي بشكل قاطع، لكنه زعم أيضًا أنه إذا طلب الآخرون ذلك، فيجب طرح كل من الطلب ومعاهدة الانضمام الأولية مع الاتحاد الأوروبي للاستفتاء.